# Mercedes-Benz Vito
La Mercedes-Benz Vito es una furgoneta comercial producida por el fabricante alemán de automóviles Mercedes-Benz desde el año 1995 en la fábrica española de Vitoria, País Vasco, de donde proviene el nombre del modelo, Vito. También se fabricó en la planta de Fúzhōu (China) en 2010 y en la planta de Virrey del Pino (Argentina) entre 2015 y 2019.
En Argentina, las versiones diésel se ofrecen con tracción delantera, caja manual de seis velocidades (FSG 350) y motor 1.6 turbodiésel (OM 622). Tiene 1.598 cc, 16 válvulas, inyección directa por common rail, turbo de geometría variable e intercooler. Desarrolla 114 cv a 3.800 rpm y 270 Nm a 1.500 rpm que puede llevar el vehículo a 100 km/h consumiendo 5.4 l/100 km. 
Las versiones de gasolina son de propulsión trasera. Llevan todas caja a manual de seis velocidades (ZF 6S-450) el propulsor es turboalimentado y de 1991 cc de cilindrada o (M274 DE20LA) desarrollado y fabricado por Mercedes-Benz. Tiene 16 válvulas, inyección indirecta y desarrolla 184 cv a 5.500 rpm. 
La Mercedes-Benz Viano es un vehículo de pasajeros monovolumen de lujo basado en la segunda generación del modelo Vito.
La suspensión trasera instalada en las versiones más equipadas de la Vito/Viano es de tipo neumática auto-nivelante.  La Vito está equipada con una puerta trasera de serie, pero se pueden solicitar con puertas traseras dobles como opción.

## Primera generación / W 638 (1995-2003)

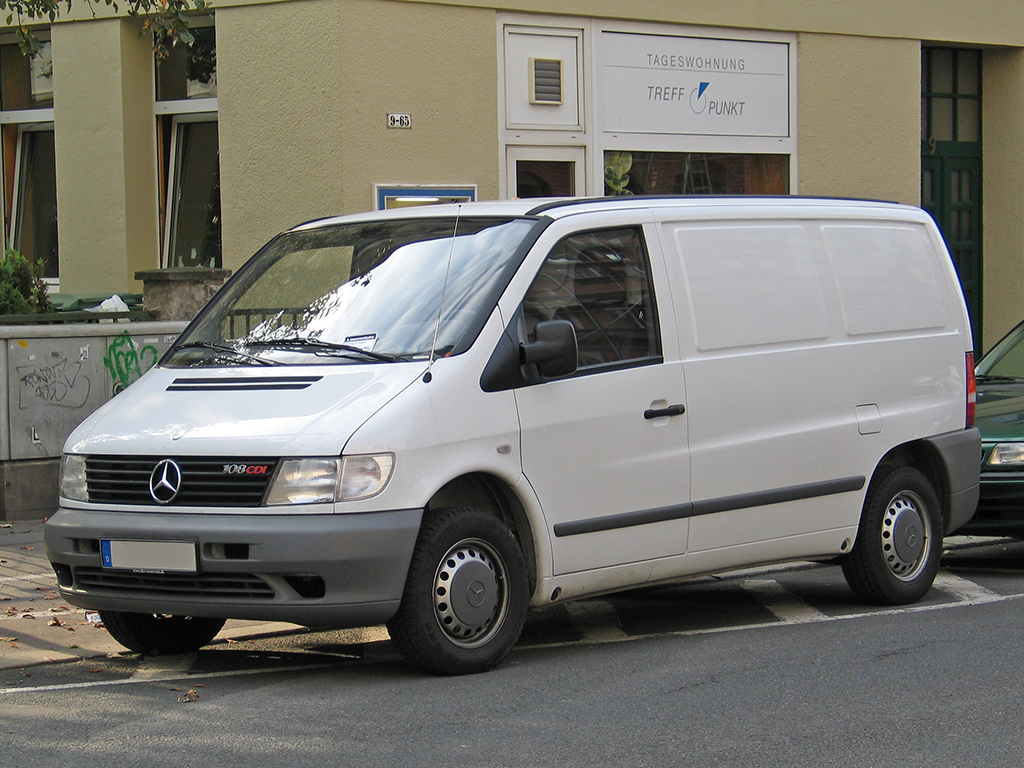
Vito W 638 (primera generación)
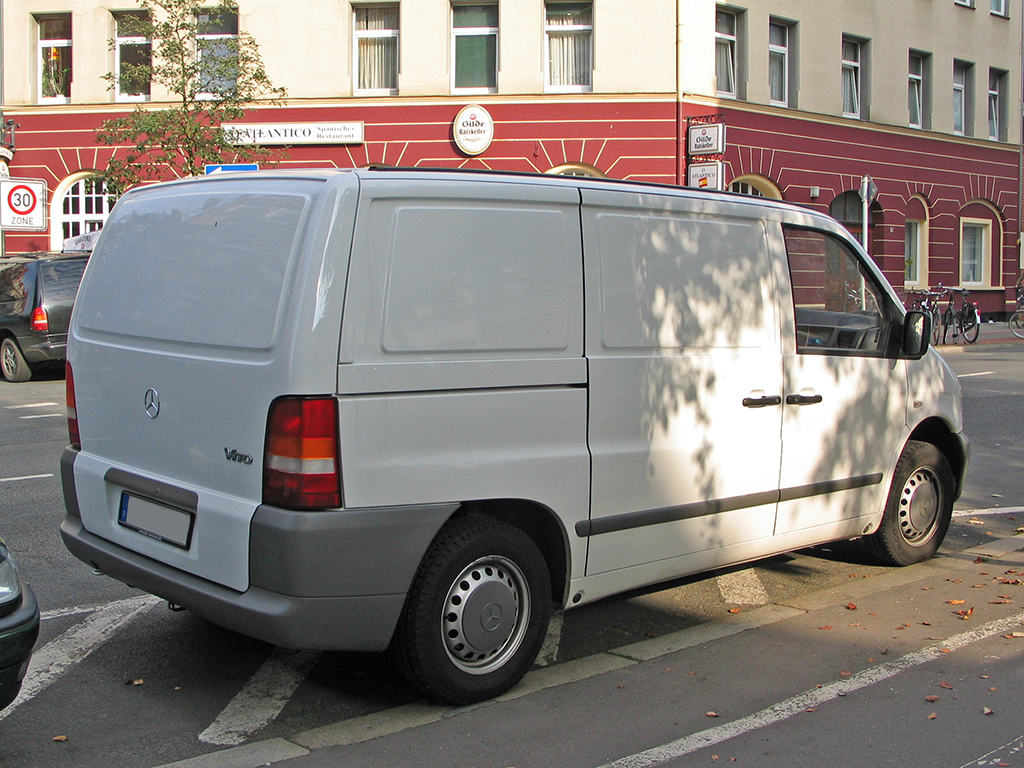
Vito W 638  (primera generación)

La primera generación de la Vito (W 638) fue producida entre 1995 y 2003. Fue el modelo que sustituyó al mítico modelo Mercedes-Benz MB 100, también producido en la fábrica española de Vitoria. Se ofrecían motorizaciones tanto diésel como gasolina, llegando a 122 CV con un cuatro cilindros en línea en el primer caso y hasta 140 CV proporcionado por un motor motor VR6 en el segundo, en una configuración de motor delantero transversal con tracción delantera. Vito era la versión comercial y Clase V era la más lujosa orientada a turismo.
El diseño del chasis y la carrocería de la Mercedes-Benz Vito de primera generación (W 638; 1996-2003), que se fabricó en la factoría de Mercedes-Benz en Vitoria, está desarrollado sobre la base del chasis y la carrocería de la Volkswagen Transporter T4.

## Segunda generación / W 639 (2003-2014)

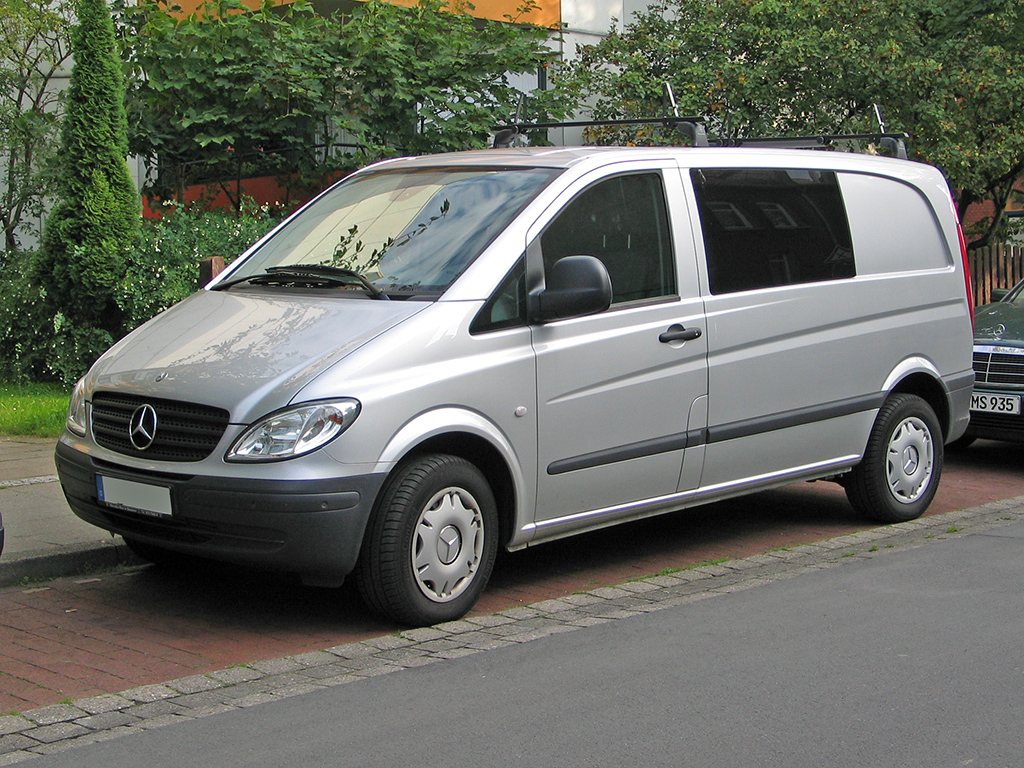
Vito W 639  (segunda generación)
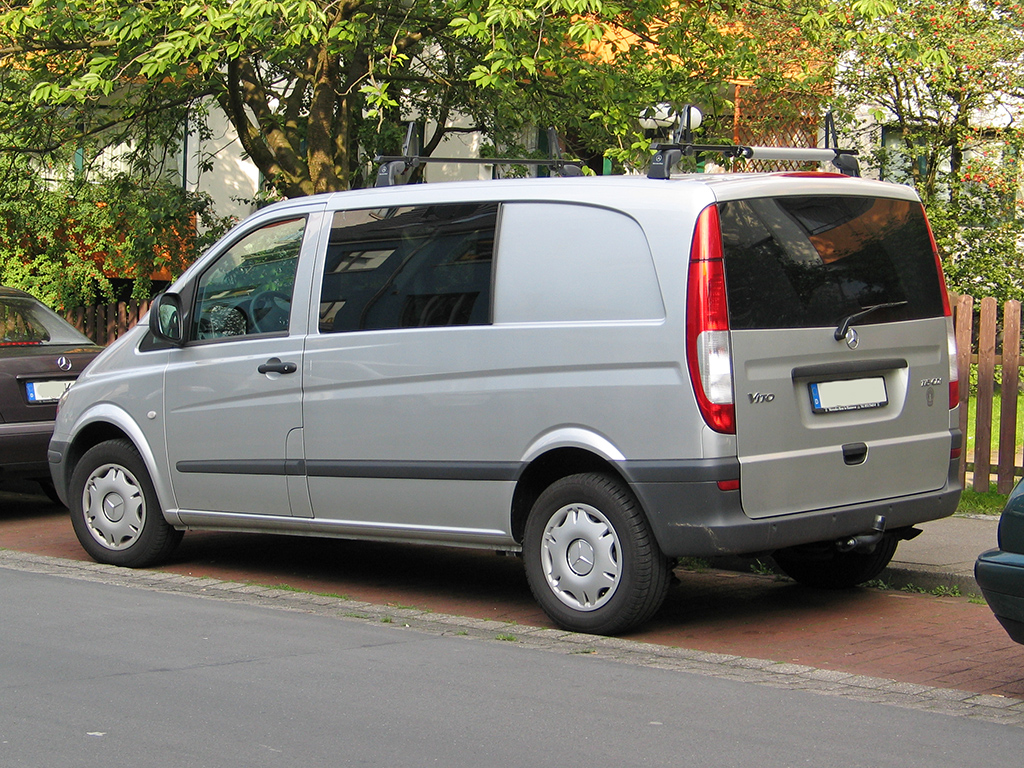
Vito W 639  (segunda generación)

La segunda generación de la Vito (W 639) se comenzó a comercializar en 2003, y la versión de pasajeros (Clase V) pasó a denominarse Viano. Ambas están disponibles con dos distancias entre ejes, tres longitudes y dos alturas de techo.

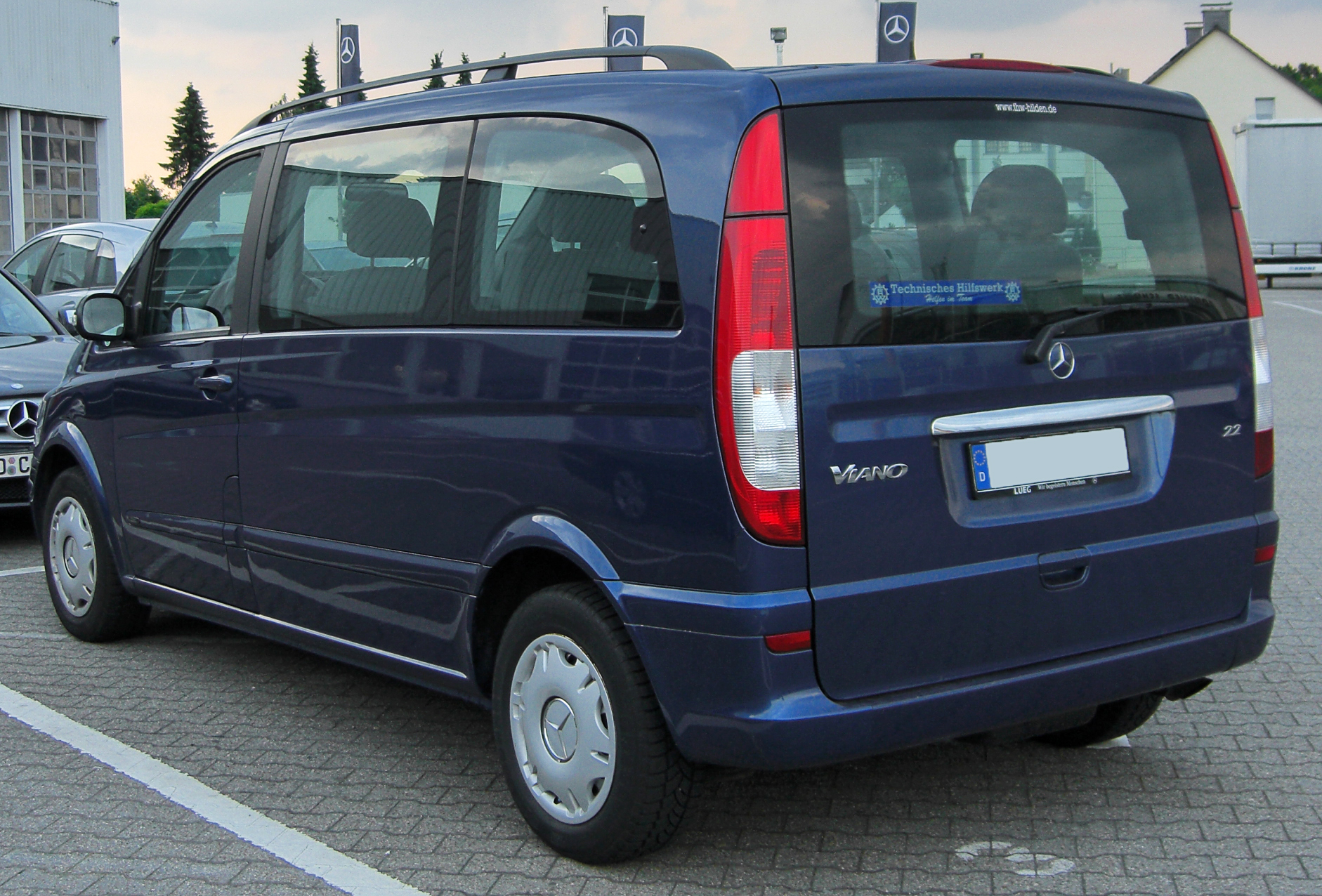
Mercedes-Benz Viano 2.2 Trend (W639)

 En esta segunda generación, aparecen nuevas motorizaciones tanto en gasolina como en diésel y se cambia a una configuración de motor delantero longitudinal con tracción trasera y con la disponibilidad de una versión con tracción en las cuatro ruedas.

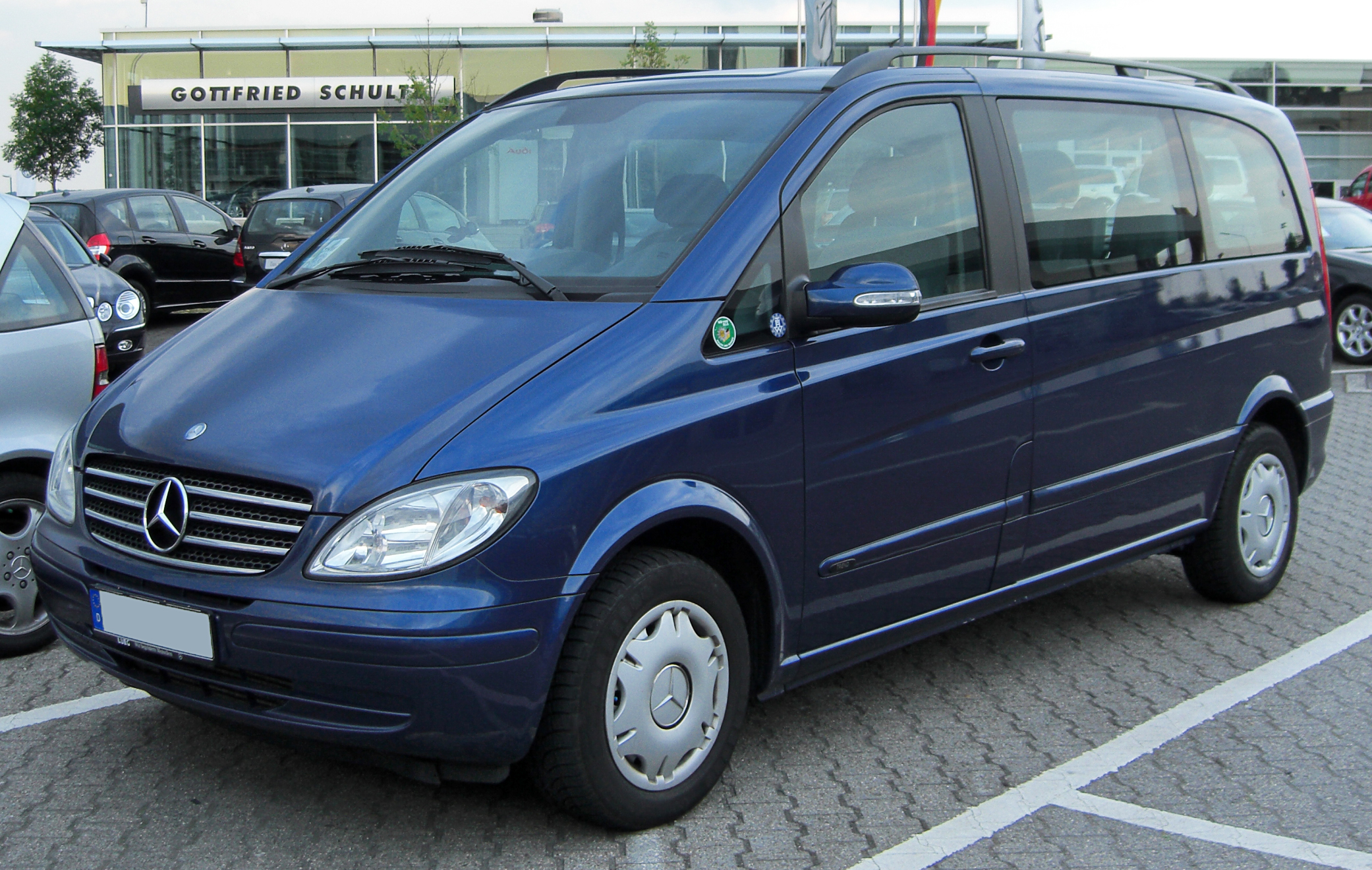
Mercedes-Benz Viano 2.2 Trend (W639)

La tracción trasera permite al Vito/Viano tener un radio de giro más pequeño que sus rivales de tracción delantera, las versiones compactas y largas tienen un diámetro de giro de 11,8 m mientras que el modelo extralargo tiene un diámetro de giro de 12,5 m.
Con todos los asientos eliminados la Vito Extralarga tiene una capacidad para 4.610 litros de carga, con una carga útil de 930 kg.  Se puede remolcar hasta 2.500 kg si es un remolque con frenos y 750 kg con un remolque sin frenos - tarea facilitada por la suspensión trasera neumática auto-nivelante instalada en las versiones de especificaciones superiores. Una función adicional de la suspensión neumática es que se puede variar la altura de carga hasta 6 cm por encima o por debajo del nivel normal (que tiene un plano de carga a 55 cm del suelo).

### Medidas
Se presenta en tres longitudes:
En función de la longitud:

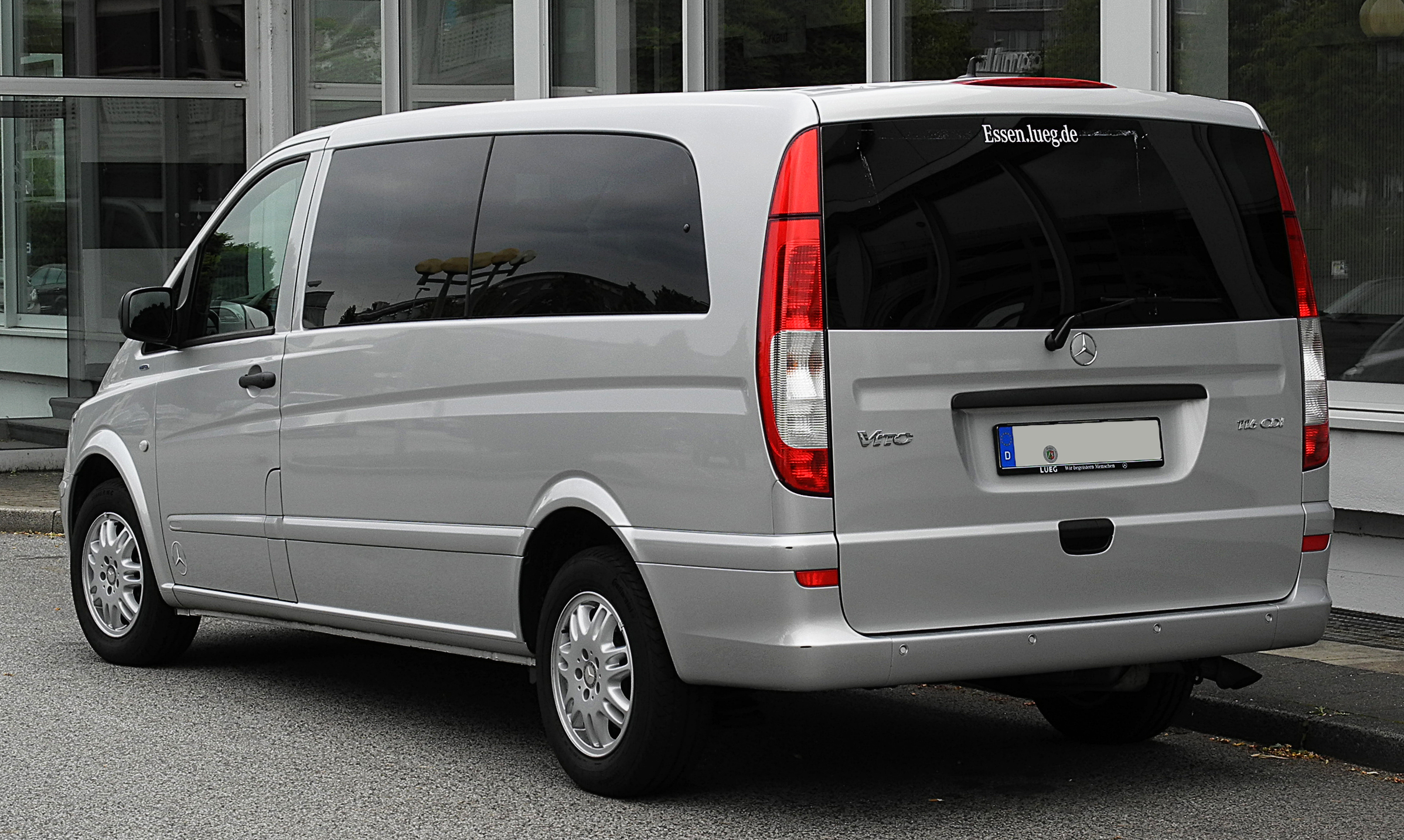
Mercedes-Benz Vito Combi Extralarga (W639)

- Compacta: con 4.900 mm de longitud.

- Larga: con 5.140 mm de longitud.

- Extralarga: con 5.37 mm de longitud

### Viano equipamiento
Se presenta en cinco acabados diferentes:
- Ambiente, dirigido a un público que busca un turismo con comodidades y acabados de alto nivel;

- Trend, para clientes que buscan un buen monovolumen de pasajeros, ideal para flotas de empresa;

- Fun, pensado para viajes con pernoctas de corta duración, como el fin de semana, que viene dotado por ejemplo de banco-cama;

- Marco Polo es el modelo autocaravana-vivienda, que a pesar de sus dimensiones compactas (longitud exterior: 4993 mm, altura exterior: 1980 mm, o 3000 mm con el techo elevado), permite cocinar, comer e incluso dormir en viajes prolongados (hasta cuatro personas) en su interior (dos plazas acostadas en el techo elevable). Ha sido diseñado por Mercedes-Benz en colaboración con Westfalia van conversion, una empresa alemana con sede en Rheda-Wiedenbrück dedicada a la fabricación de carrocerías especiales, propiedad del grupo Daimler-Chrysler desde el año 2000. Westfalia fue adquirida por el grupo francés Rápido en 2011.[7][8]

- X-clusive es un modelo al que gracias a unas llantas, escapes e interiores diferentes se le ha dado un aire deportivo muy innovador en este tipo de vehículos. Está disponible en dos longitudes de 4.75 m y 4.99 m - y se ofrece exclusivamente con una pintura metálica elegante. Los clientes potenciales pueden elegir entre plata brillante o negro obsidiana.

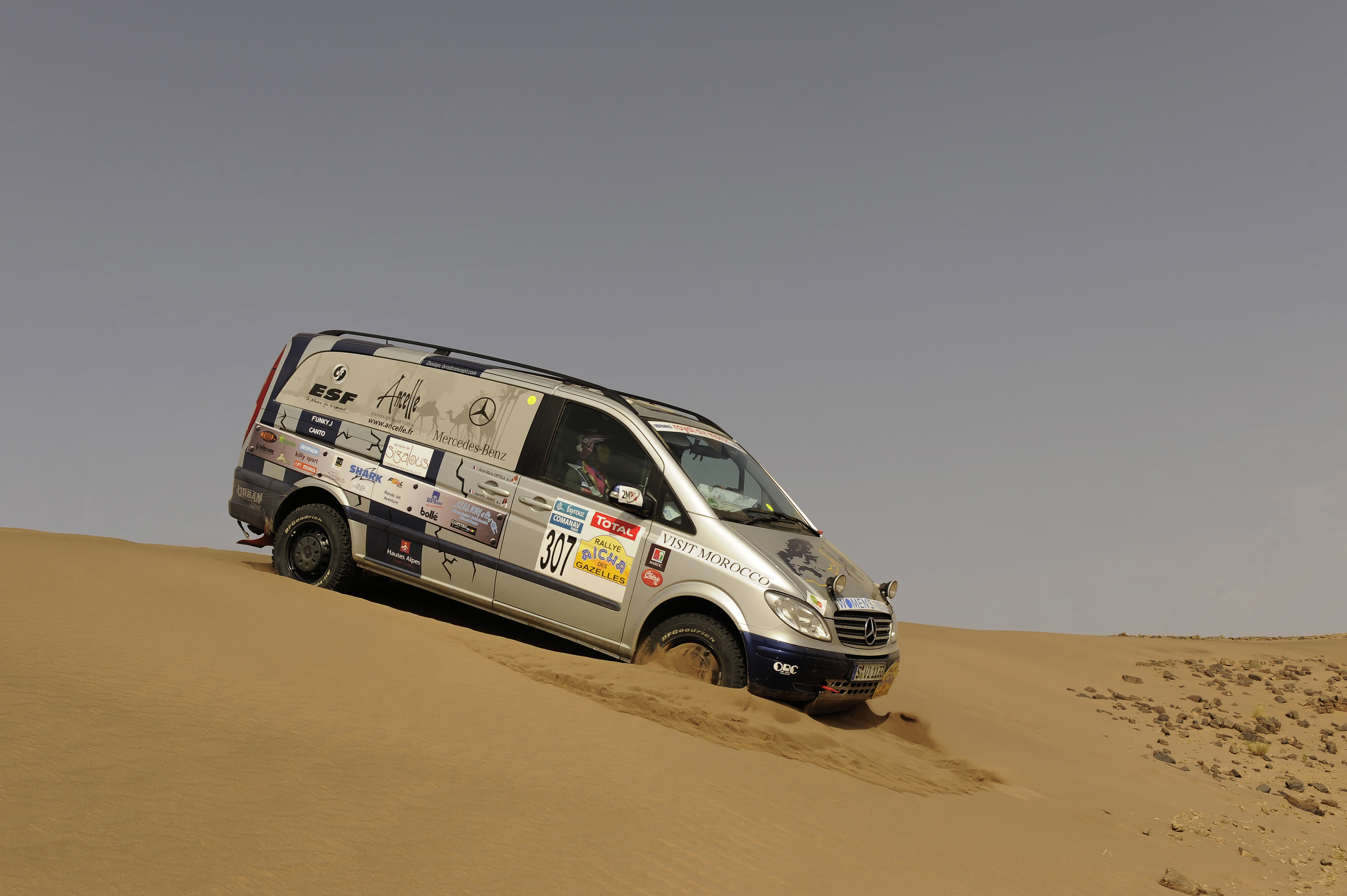
El Viano pasando a través de las dunas durante el Rallye Aïcha des Gazelles en Marruecos.

### Motores

#### Diésel
| Vito / Viano  | Vito / Viano  | Vito / Viano | Vito / Viano | Vito / Viano     | Vito / Viano |
| Modelo        | Tipo de motor | Capacidad    | Cilindros    | Potencia hp [kW] | Años         |
| ------------- | ------------- | ------------ | ------------ | ---------------- | ------------ |
| Vito 109 CDI  | OM 646        | 2148 cm³     | 4            | 88 [65]          | 2003−2006    |
| Vito 109 CDI  | OM 646 (evo)  | 2148 cm³     | 4            | 95 [70]          | 2006−2010    |
| Vito 110 CDI  | OM 651        | 2143 cm³     | 4            | 95 [70]          | desde 2010   |
| Vito 111 CDI  | OM 646        | 2148 cm³     | 4            | 109 [80]         | 2003−2006    |
| Viano 2.0 CDI | OM 646        | 2148 cm³     | 4            | 109 [80]         | 2003−2006    |
| Vito 111 CDI  | OM 646 (evo)  | 2148 cm³     | 4            | 116 [85]         | 2006−2010    |
| Viano 2.0 CDI | OM 646 (evo)  | 2148 cm³     | 4            | 116 [85]         | 2006−2010    |
| Vito 113 CDI  | OM 651        | 2143 cm³     | 4            | 136 [100]        | desde 2010   |
| Viano 2.0 CDI | OM 651        | 2143 cm³     | 4            | 136 [100]        | desde 2010   |
| Vito 115 CDI  | OM 646        | 2148 cm³     | 4            | 150 [110]        | 2003−2006    |
| Viano 2.2 CDI | OM 646        | 2148 cm³     | 4            | 150 [110]        | 2003−2006    |
| Vito 115 CDI  | OM 646 (evo)  | 2148 cm³     | 4            | 150 [110]        | 2006−2010    |
| Viano 2.2 CDI | OM 646 (evo)  | 2148 cm³     | 4            | 150 [110]        | 2006−2010    |
| Vito 116 CDI  | OM 651        | 2143 cm³     | 4            | 163 [120]        | desde 2010   |
| Viano 2.2 CDI | OM 651        | 2143 cm³     | 4            | 163 [120]        | desde 2010   |
| Vito 120 CDI  | OM 642        | 2987 cm³     | V6           | 204 [150]        | 2006–2010    |
| Viano 3.0 CDI | OM 642        | 2987 cm³     | V6           | 204 [150]        | 2006–2010    |
| Vito 122 CDI  | OM 642        | 2987 cm³     | V6           | 224 [165]        | desde 2010   |
| Viano 3.0 CDI | OM 642        | 2987 cm³     | V6           | 224 [165]        | desde 2010   |

#### Gasolina
| Vito / Viano | Vito / Viano  | Vito / Viano | Vito / Viano | Vito / Viano     | Vito / Viano                 |
| Modelo       | Tipo de motor | Capacidad    | Cilindros    | Potencia hp [kW] | Años                         |
| ------------ | ------------- | ------------ | ------------ | ---------------- | ---------------------------- |
| Vito 119     | M 112 E 32    | 3199 cm³     | V6           | 190 [140]        | 2003−2008 Desde 2010 (China) |
| Viano 3.0    | M 112 E 32    | 3199 cm³     | V6           | 190 [140]        | 2003−2008 Desde 2010 (China) |
| Vito 122     | M 112 E 32    | 3199 cm³     | V6           | 218 [160]        | 2003−2004                    |
| Viano 3.2    | M 112 E 32    | 3199 cm³     | V6           | 218 [160]        | 2003−2004                    |
| Vito 123     | M 112 E 37    | 3724 cm³     | V6           | 231 [170]        | 2004−2008                    |
| Viano 3.5    | M 112 E 37    | 3724 cm³     | V6           | 231 [170]        | 2004−2007                    |
| Vito 126     | M 272 E 35    | 3498 cm³     | V6           | 258 [190]        | Desde 2007                   |
| Viano 3.5    | M 272 E 35    | 3498 cm³     | V6           | 258 [190]        | Desde 2007                   |

## Tercera generación / W 447 (2014-presente)

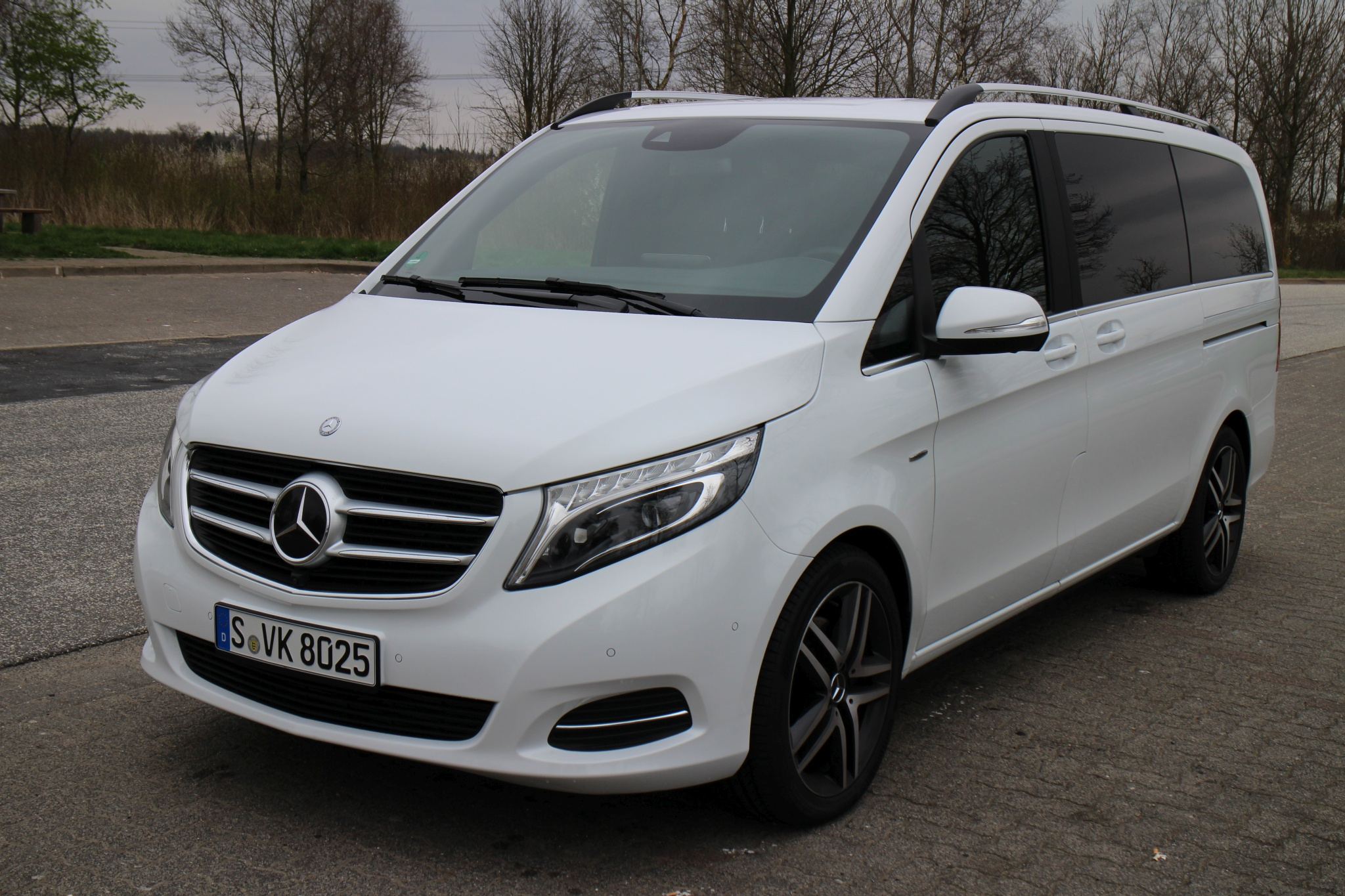
Clase V W447 (tercera generación)
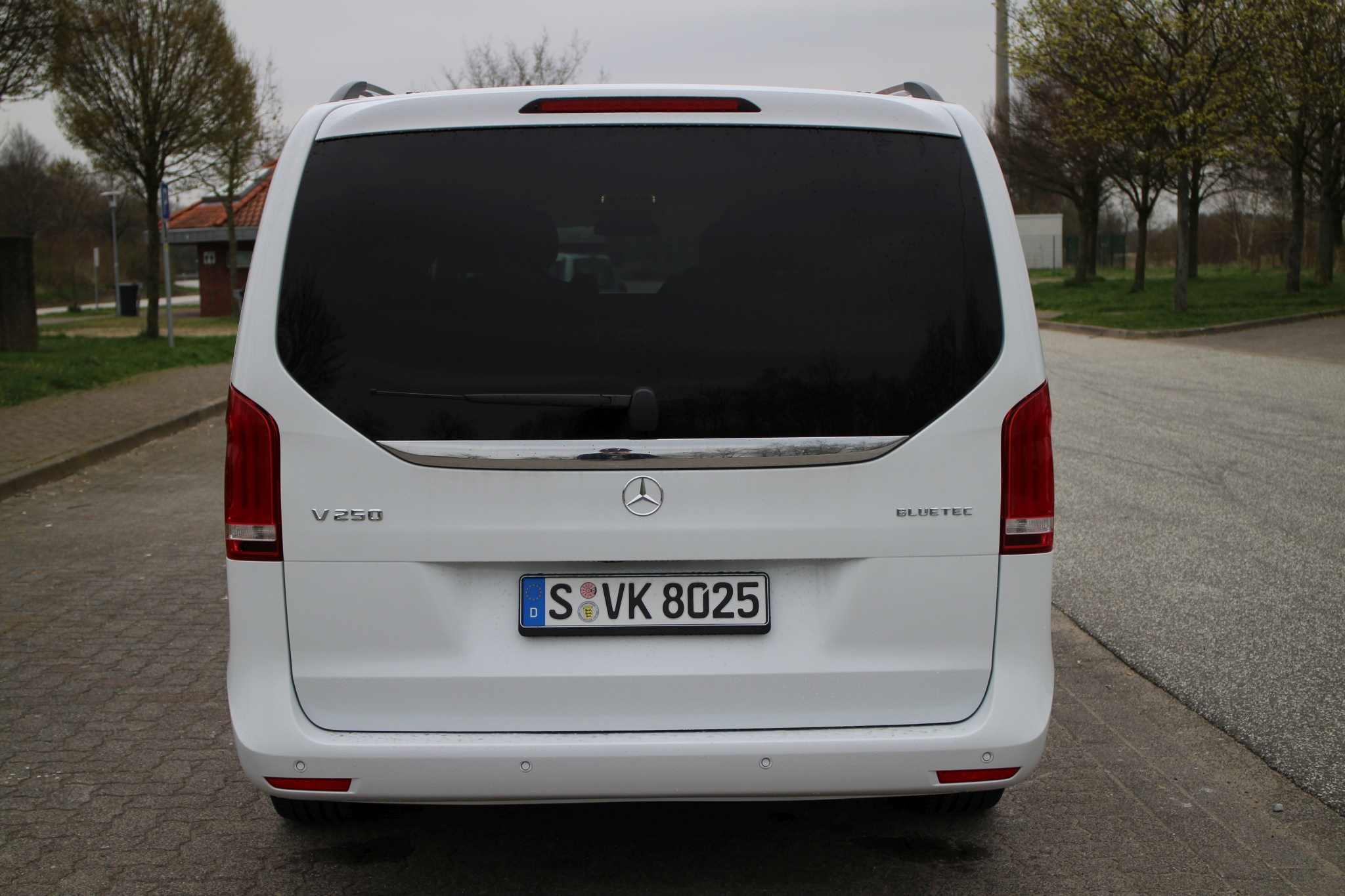
Clase V W447 (tercera generación)
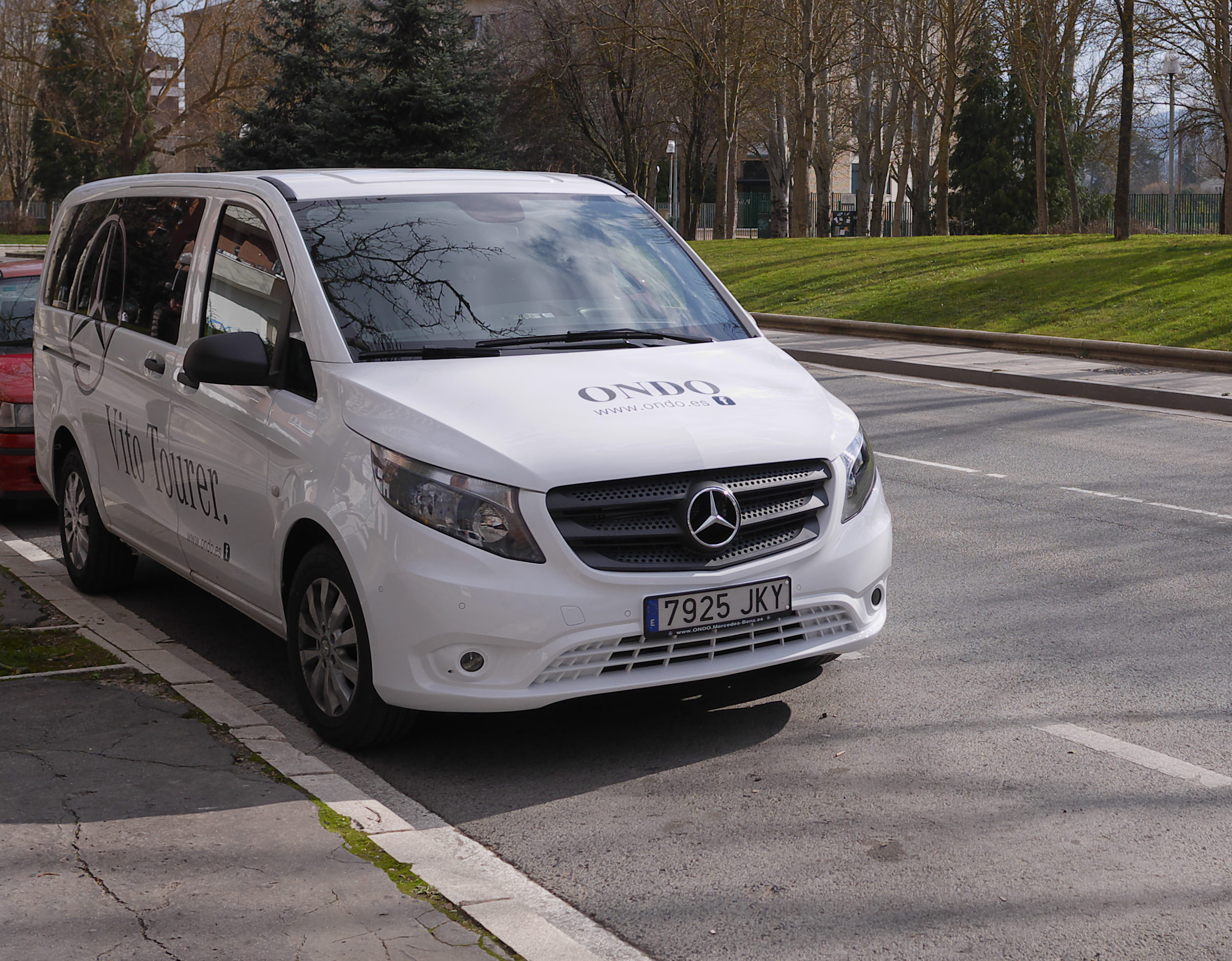
Vito Tourer W447
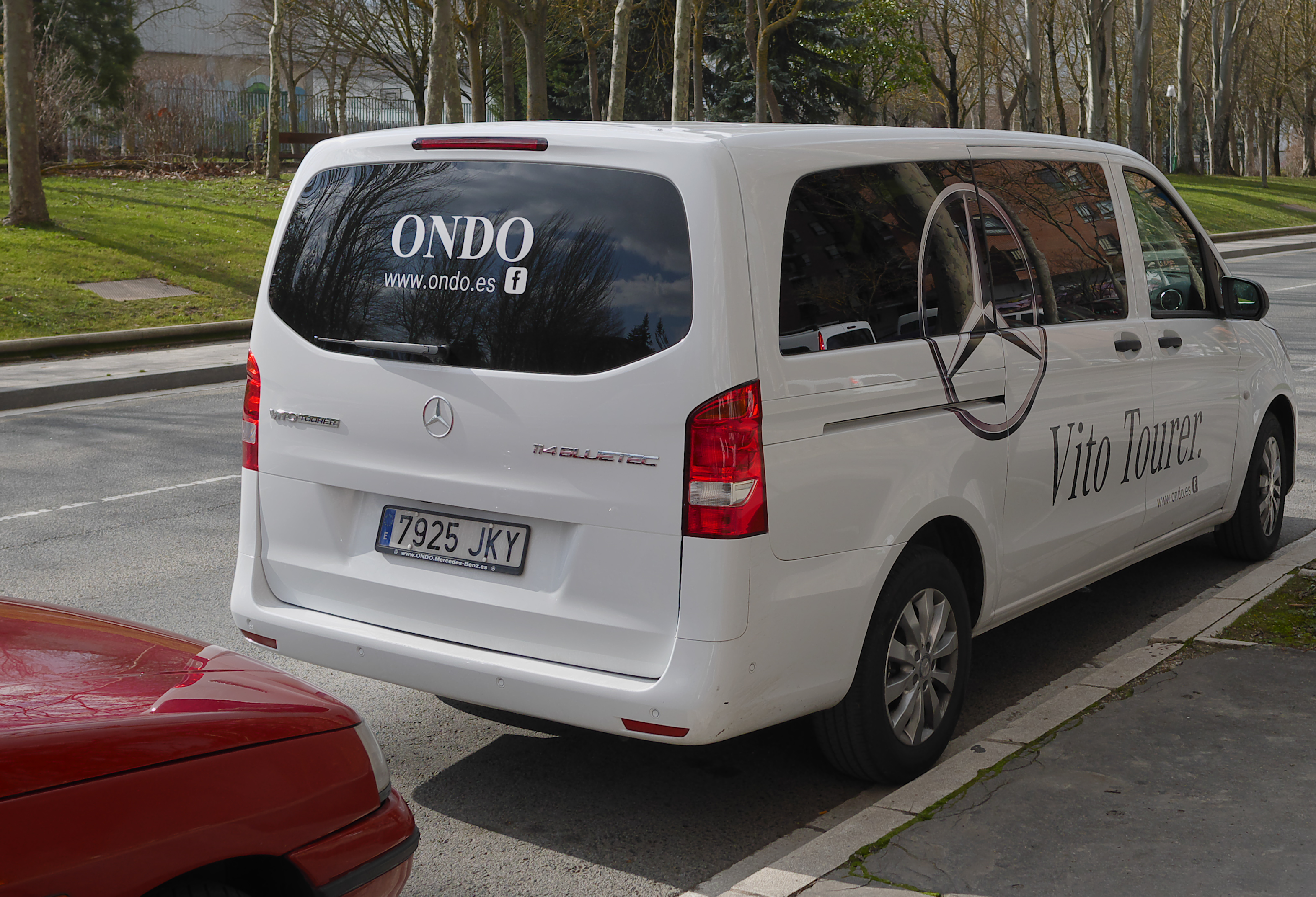
Vito Tourer W447